# Renzo Muratore
Renzo Angelo Muratore (Genova, 15 dicembre 1939) è un politico italiano.

## Biografia
Esponente del Partito Socialista Italiano, ha seduto nel Consiglio regionale della Liguria nella IV e nella V legislatura (1985-1995), ricoprendo gli incarichi di assessore a industria e lavoro (1985-1990) e assessore all'urbanistica (1990-1994).
Nel marzo 1990 è stato eletto presidente della Liguria in sostituzione di Rinaldo Magnani, rimanendo in carica fino al 27 settembre dello stesso anno.
È stato per un trentennio amministratore delegato del colosso delle spedizioni Saimare, fino al maggio 2020, quando al suo posto è stato nominato Bartolomeo Giachino.